# Elissa Slotkin
Elissa Blair Slotkin (New York, 10 juli 1976) is een Amerikaanse politica die sinds 2025 de functie van junior senator voor de staat Michigan bekleedt. 
Slotkin is lid van de Democratische Partij. Van 2019 tot 2025 was zij afgevaardigde voor het 7e congresdistrict van Michigan. Het district, dat van 2019 tot 2023 het 8e district was, strekt zich uit van Lansing tot de noordelijke buitenwijken van Detroit. Slotkin was  analist bij het Central Intelligence Agency (CIA) en ambtenaar bij het Ministerie van Defensie.
Slotkin werd in 2024 in de Senaat gekozen, waarbij ze de Republikeinse kandidaat Mike Rogers in een nek-aan-nekrace versloeg. Ze werd de tweede vrouwelijke senator van Michigan, na Debbie Stabenow. 